# Prvenstvo Avstralije 1905
Prvenstvo Avstralije 1905 je teniški turnir, ki je potekal 17. do 26. novembra 1905 v Melbournu.

## Moški posamično
Rodney Heath :  Arthur Curtis, 4–6, 6–3, 6–4, 6–4

## Moške dvojice
Randolph Lycett /  Tom Tachell :  E.T. Barnard /  B. Spence, 11–9, 8–6, 1–6, 4–6, 6–1